# 十八摸
十八摸，是流传于中国民間的一種帶有性挑逗意味的歌謠，全中国流传的版本与曲调不尽相同。金庸小說《鹿鼎記》中韋小寶經常哼唱十八摸。莫言的《白棉花》中提到：“‘……肚臍圓圓，好像一枚金制錢……’由此往下，漸入流氓境界。”
客家人流传的版本與闽南语杂念的十八摸，虽然唱法不同，而内容却极相近。从歌词内容看，十八摸是描述爱抚的过程。 从闽南语十八摸中或许可以得出：十八摸可以不止十八段。原版的客家十八摸现今只留下来了十六段，即“十六摸”。兆祯教授在所著《客家民谣九腔十八调的研究》一书中，收集的只有十六段，桃园县客家民谣研究促进会出版，林忠正编辑的《客家民谣教本》，所录的与前书一样，并注明“以下二段已失传”。而闽南语的十八摸则保存较为完整，以闽南语的歌词做比较，则失传的内容，可以得其大概。